# Giuseppe Favalli
Giuseppe Favalli (Orzinuovi, 1972. január 8. –) olasz labdarúgó.

## Pályafutása
Favalli 1988-ban a Serie B-ben szereplő Cremonese gárdájában kezdte pályafutását, majd 4 évvel később a Laziohoz került. Megbízható játékával hamar a kezdőcsapat tagja lett, és nagyban hozzájárult a klub eredményeihez. A Rómában eltöltött 12 esztendő alatt sok sikerben volt része. 1999-ben megnyerték az UEFA-kupát, és a következő évben begyűjtötték a bajnoki címet, valamint - 1998 után másodszor - az Olasz Kupát is. Ezen kívül 1992-ben tagja volt az U21-es Európa-bajnokságot nyert gárdának, és két évvel később a felnőtt válogatottba is behívták. A debütálásra azonban csak 1998-ban került sor, majd újabb 6 évet kellett várnia, hogy magára húzhassa a válogatott mezét. Favalli tagja volt a 2004-es Európa-bajnokságon részt vevő keretnek, továbbá klubjával ismét megnyerték a hazai kupasorozatot.
Még ebben az évben elérkezett a klubváltás ideje, és több mint 400 mérkőzéssel a háta mögött (a 400. pont a 2004-es Olasz Kupa döntőjének visszavágója volt.) Favalli az Interhez igazolt. Milánóban is folytatódott a sikersorozat. A kék-feketéknél is állandó helyet szerzett a csapatban, és tevékeny részese volt annak, hogy a bajnoki bronz mellé elhódították az Olasz Kupát, ami Favalli negyedik elsősége volt ebben a sorozatban. A következő szezonban egy izomsérülés miatt már csak 23 bajnoki mérkőzésen léphetett pályára, és nem is hosszabbította meg lejáró szerződését, így 2006-ban ingyen került a városi rivális Milan együtteséhez.
Favalli az egyik legkiegyensúlyozottabb balhátvéd, aki rendkívül sokoldalú, hiszen a védelem jobb oldalán is képes jó teljesítményt nyújtani. A posztján olyan játékosokkal kell megküzdenie a kezdőcsapatba kerülésért, mint a cseh Jankulovski, és a fiatal Antonini. Favallit a cserepadra igazolta a Milan, de ő olyan játékos, aki ha pályára lép, a maximumot nyújtja. Giuseppe utolsó szezonja a 2009–2010-es volt.

## Sikerei, díjai
- Olasz kupa: 1998, 2005, 2006
- Serie A: 2000, 2006
- Kupagyőztesek Európa-kupája: 1999
- UEFA-szuperkupa: 1999, 2007
- Olasz szuperkupa: 1998, 2000, 2005
- UEFA-bajnokok ligája: 2007
- FIFA-klubvilágbajnokság: 2007

## Külső hivatkozások
- inter.it profil Archiválva 2019. október 28-i dátummal a Wayback Machine-ben
- (olaszul) Válogatott statisztikák a FIGC hivatalos oldalán